# Frastanzer Ried
Frastanzer Ried este o arie protejată (arie specială de conservare — SAC, sit de importanță comunitară — SCI) din Austria întinsă pe o suprafață de 39,21 ha, integral pe uscat.

## Localizare
Centrul sitului Frastanzer Ried este situat la coordonatele 47°13′23″N 9°36′51″E / 47.223°N 9.6141°E.

## Înființare
Situl Frastanzer Ried a fost declarat sit de importanță comunitară în decembrie 2015 pentru a proteja 3 specii de plante și 10 specii de animale. Situl a fost protejat și ca arie specială de conservare în mai 2022.

## Biodiversitate
Situată în ecoregiunea alpină, aria protejată conține 5 habitate naturale: Ape stătătoare oligotrofe până la mezotrofe, cu vegetație de Littorelletea uniflorae și/sau de Isoëto-Nanojuncetea, Pajiști cu Molinia pe soluri calcaroase, turboase sau argilos-nămoloase (Molinion caeruleae), Liziere de ierburi înalte hidrofile de câmpie și de nivel montan până la alpin, Mlaștini alcaline, Păduri aluvionare cu Alnus glutinosa și Fraxinus excelsior (Alno-Padion, Alnion incanae, Salicion albae).
La baza desemnării sitului se află mai multe specii protejate:
- plante (3): Gladiolus palustris, Hamatocaulis vernicosus, moșișoare (Liparis loeselii)
- păsări (4): becațină comună (Gallinago gallinago), sfrâncioc roșiatic (Lanius collurio), becațină mică (Lymnocryptes minimus), viespar (Pernis apivorus)
- amfibieni (2): izvoraș-cu-burta-galbenă (Bombina variegata), triton cu creastă (Triturus cristatus)
- nevertebrate (4): fluturele auriu (Euphydryas aurinia), Phengaris nausithous, Phengaris teleius, Vertigo geyeri

Pe lângă speciile protejate, pe teritoriul sitului au mai fost identificate 21 de specii de plante, 3 specii de păsări, 2 specii de amfibieni, 6 specii de nevertebrate.